# دوم گای
دووم‌گای انگلیسی: Doomguy) شخصیت اصلی فرنچایز دوم ساختهٔ اید سافتور است. این شخصیت توسط طراح بازی‌های ویدئویی آمریکایی جان رومرو خلق شد و اولین بار به‌عنوان شخصیت بازیکن در بازی ویدئویی اصلی دوم در سال ۱۹۹۳ معرفی شد. در مجموعه دوم، دوم‌گای یک تفنگدار فضایی شکارچی شیاطین است که زره سبز رنگ جنگی بر تن دارد و به‌ندرت در طول بازی صحبت می‌کند. در بازی دوم اترنال صداپیشگی او را متیو واترسون صداپیشه آمریکایی بر عهده دارد و جیسون کلی نیز در محتوای قابل دانلود این بازی با عنوان خدایان باستانی: بخش دوم به جای این شخصیت صداپیشگی کرده است. یک شخصیت متفاوت با نقشی مشابه دوم‌گای توسط کارل اربن در اقتباس سینمایی سال ۲۰۰۵ به تصویر کشیده شد. دوم‌گای همچنین در چندین بازی دیگر ساختهٔ اید سافتور، از جمله کویک چمپیونز و نسخه کویک آرنا نیز حضور داشته است.
او در چندین فرنچایز بازی دیگر نیز حضور داشته است، از جمله ظاهر او به ظاهر سفارشی‌سازی‌شده برای شخصیت «می گانر» در بازی برادران سوپر اسمش. نهایی یک اسکین در بازی فال گایز و یک اسکین اختصاصی در فورتنایت اضافه شده است.